# کانگاره
کانگاره شهری در شهرستان رولو در استان بام در بورکینافاسوی شمالی است و جمعیت آن ۲۷۴۱ نفر است.